# Лудвиг Холберг
Лудвиг Холберг (на датски: Ludvig Holberg) е норвежко-датски философ, историк, университетски преподавател, драматург и писател на произведения в жанра драма, поезия, сатира, проза и научна фантастика. Писал е и под псевдонима Ханс Микелсен (Hans Mikkelsen).
Смята се за основател на съвременната датска и норвежка литература и е най-известен с комедиите си, които е написал през 1722-1725 г. за театъра „Лил Грьоннегаде“ в Копенхаген.

## Биография и творчество
Лудвиг Холберг е роден на 13 декември 1684 г. в Берген, Норвегия. Учи богословски науки в университета на Копенхаген и завършва през 1704 г. После пътува до Амстердам, но се разболява в Аахен и се връща пеша в Норвегия. Работи като преподавател по френски език и 1706 г. отива в Лондон и Оксфорд. В продължение на две години учи чужди езици и музика в Оксфордския университет, а за да се издържа дава частни уроци. През 1708 г. се установява за постоянно в Дания.
Докато е в Англия пише първата си книга „Въведение в историята на европейските държави“, която е публикувана през 1711 г., когато се завръща в Дания. За нея получава кралска стипендия, която му позволява да учи и да пътува. Посещава Германия, Франция и Италия, пътува много пеша, изучава фолклорния живот по пътя, посещава библиотеки, музеи и университети. През 1716 г. се завръща в Дания, където публикува книгата си по естественото право и естествените права, „Въведение в естественото и международното право“.
През 1717 г. е назначен за преподавател в университета на Копенхаген, първо по философия и логика, после по метафизика и латински, през 1720 г. по латинска литература, и през 1730 г. по история. В периода 1735-1736 г. е ректор на университета, а в периода 1737-1751 г. е финансист. През 1747 г. е произведен в барон.
Започва да пише поезия през 1719 г. Първата му сатирична поетична поема „Peder Paars“ (пародия на „Енеида“ на Вергилий) е издадена през 1720 г. с псевдонима Ханс Микелсен.
През 1722 г. в Копенхаген е открит първият датски театър, и Холберг започва да пише с изумителна бързина постоянен поток от комедии в периода 1722-1731 г., в резултат на което го наричат „Молиер на Севера“, а пиесите са проведени на датски и норвежки език. Любима тема в пиесите му са претенциите, жаргонът и педантичността на учените. Прекъсва драматургията си през 1731 г. и започва да пише отново от 1953 г., но без предишния успех. Повечето от пиесите му са екранизирани в киното.
Фантастичният му сатиричен утопичен роман „Подземното пътешествие на Нилс Клим“ е издаден през 1741 г. По време на излет в покрайнините на Берген младият теолог Нилс Клим пада през дупка в земната кора и се озовава в неизвестен подземен свят. Тук той предприема фантастично пътешествие из чудни кралства, като страната на социалната справедливост Поту, чиито жители са ходещи дървета, а всички намират своето място според способностите си и има равенство между половете. Повдигнатите философски въпроси и идеите му за толерантността, религията и ролите на половете в романа са неудобни и е смятан за радикално опасен в Дания, но не е бил забраняван. През 1984 г. романът е екранизиран в едноименния телевизионен минисериал.
Произведенията си пише на латински и на датски. Чрез литературно използване на идеи от други европейски страни той обогатява датската литература, внася в гъвкавост и изразителност в датския език, като я издига от провинциалното ѝ ниво до космополитизъм, равен на този в други западноевропейски страни.
Лудвиг Холберг умира на 28 януари 1754 г. в Копенхаген.

## Произведения

### Самостоятелни романи
- Nicolai Klimii iter subterraneum (1741)
Подземното пътешествие на Нилс Клим, изд.: „Делакорт“, София (2011), прев. Росица Цветанова

### Пиеси
- Den Politiske Kandestøber (1722)
- Den vægelsindede (1722)
- Jean de France eller Hans Frandsen (1722)
- Jeppe på bjerget eller den forvandlede Bonde (1722)
- Mester Gert Westphaler (1722)
- Barselstuen (1723)
- Den ellefte Junii (1723)
- Jacob von Tyboe eller den stortalende Soldat (1723
- Ulysses von Ithacia (1723)
- Erasmus Montanus eller Rasmus Berg (1723)
- Don Ranudo de Colibrados (1723)
- Uden Hoved og Hale (1723)
- Den Stundesløse (1723)
- Hexerie eller Blind Allarm (1723)
- Melampe (1723)
- Det lykkelige Skibbrud (1724)
- Det Arabiske Pulver (1724)
- Mascarade (1724)
- Julestuen (1724)
- De Usynlige (1724)
- Diderich Menschenskraek (1724)
- Kildereisen (1725)
- Henrich og Pernille (1724–1726)
- Den pantsatte Bondedreng (1726)
- Pernilles korte Frøkenstand (1727)
- Den Danske Comoedies Liigbegængelse (1727)
- Den honette Ambition (1731)
- Den Forvandlede Brudgom (1753)
- Plutus eller Proces imellom Fattigdom og Riigdom (1753)
- Husspøgelse eller Abracadabra (1753)
- Philosophus udi egen Indbildning (1754)
- Republiqven eller det gemeene Bedste (1754)
- Sganarels Rejse til det philosophiske Land (1754)

### Поезия
- Peder Paars (1720)
- fire Skæmtedigte (1722)
- Metamorphosis eller Forvandlinger (1726)

### Научни трудове
- Introduction til de fornemste Europæiske Rigers Historier (1711)
- Morals Kierne eller Introduction til Naturens og Folke-Rettens Kundskab (1716)
- Dannemarks og Norges Beskrivelse (1729)
- Dannemarks Riges Historie (1732–35)
- Den berømmelige Norske Handel-Stad Bergens Beskrivelse (1737)
- Almindelig Kirke-Historie (1738)
- Den jødiske Historie fra Verdens Begyndelse, fortsat til disse Tider (1742)
- Adskillige store Heltes og berømmelige Mænds sammenlignede Historier (1739–53)
- Adskillige Heltinders og navnkundige Damers sammenlignede Historier (1745)